# Neuvy-au-Houlme
Neuvy-au-Houlme är en kommun i departementet Orne i regionen Normandie i nordvästra Frankrike. Kommunen ligger i kantonen Putanges-Pont-Écrepin som tillhör arrondissementet Argentan. År 2022 hade Neuvy-au-Houlme 198 invånare.

## Befolkningsutveckling
Antalet invånare i kommunen Neuvy-au-Houlme
| Referens: INSEE |